# Nordstadt (Limburg an der Lahn)
Die Nordstadt ist ein Siedlungsgebiet in der Kernstadt von Limburg an der Lahn.
Das Wohngebiet entstand in den 1950er Jahren als Barackensiedlung mit Einfachstwohnungen, um die Obdachlosen der Stadt zu beherbergen. Im Jahr 1972 wurde dort eine Sozialarbeit aufgebaut. Die Aufnahme der Nordstadt in das städtebauliche Programm Soziale Stadt wurde 2001 unter Beteiligung betroffener Ressorts im Hessischen Ministerium für Wirtschaft, Verkehr und Landesentwicklung getroffen. Für dieses Siedlungsgebiet dient seit 2012 das Bürgerhaus Nachbarschaftszentrum Limburg Nord als Mittelpunkt für die Kommunikation.